# Grand prix du théâtre
Le Grand prix du théâtre est un prix annuel créé en 1980 par la Fondation Le Métais-Larivière et attribué par l'Académie française à un auteur dramatique pour l’ensemble de son œuvre.

## Liste des lauréats

### Années 1980
- 1980 : Jean Anouilh
- 1981 : Gabriel Arout
- 1982 : Georges Neveux
- 1983 : Marguerite Duras
- 1984 : Jean Vauthier
- 1985 : René de Obaldia
- 1986 : Raymond Devos
- 1987 : Rémo Forlani et Jean-Claude Brisville
- 1988 : Loleh Bellon
- 1989 : Edric Caldicott et François Billetdoux

### Années 1990
- 1990 : Jean-Claude Brisville
- 1991 : Jean-Claude Grumberg
- 1992 : Prix non décerné
- 1993 : Fernando Arrabal
- 1994 : Prix non décerné
- 1995 : Roland Dubillard
- 1996 : Prix non décerné
- 1997 : Didier Van Cauwelaert
- 1998 : Romain Weingarten
- 1999 : Prix non décerné

### Années 2000
- 2000 : Yasmina Reza
- 2001 : Éric-Emmanuel Schmitt
- 2002 : Jean-Michel Ribes
- 2003 : Victor Haïm
- 2004 : Prix non décerné
- 2005 : Jean-Marie Besset
- 2006 : Michel Vinaver
- 2007 : Valère Novarina
- 2008 : Prix non décerné
- 2009 : Wajdi Mouawad

### Années 2010
- 2010 : Philippe Minyana
- 2011 : Denise Chalem
- 2012 : Marie NDiaye
- 2013 : Armand Gatti
- 2014 : Éric Assous
- 2015 : Joël Pommerat
- 2016 : Pascal Rambert
- 2017 : Philippe Caubère
- 2018 : Hélène Cixous
- 2019 : Édouard Baer

### Années 2020
- 2020 : Enzo Cormann
- 2021 : Prix non décerné
- 2022 : Jean-François Sivadier
- 2023 : Alexandra Badea
- 2024 : Florian Zeller